# Edward Somerset (generale)
Lord Robert Edward Henry Somerset (Badminton, 19 dicembre 1776 – Londra, 1º settembre 1842) è stato un generale britannico.

## Biografia
Fu il terzo figlio del V duca di Beaufort, ed il fratello maggiore di Lord Raglan.
Arruolatosi nel 15° dragoni leggeri nel 1793, divenne capitano l'anno seguente e fu aiutante di campo del duca di York durante la spedizione olandese del 1799. Alla fine del 1800 fu promosso tenente colonnello e nel 1801 ricevette il comando del 4° dragoni leggeri. Dal 1799 al 1802 fu rappresentante di Monmouth nella Camera dei comuni, dal 1803 al 1823 rappresentò Gloucestershire e dal 1834 al 1837 Cirencester.
Guidò il proprio reggimento nelle battaglie di battaglia di Talavera e Buçaco e nel 1810 ricevette il grado di colonnello e la nomina a aiutante di campo del re. Nel 1811, assieme al 3° guardie dragoni ed al 4° dragoni leggeri combatté un'ottima azione di cavalleria a Usagre, e nel 1812 Lord Edward Somerset fu impegnato nella grande carica della cavalleria pesante di Le Marchant a Salamanca. In quell'occasione la sua condotta (catturò cinque cannoni alla testa di un solo squadrone) gli valse una nuova promozione, e partecipò alle successive campagne come maggior generale alla guida di una brigata di ussari (7°, 10° e 15°).
Si distinse anche nella battaglia di Orthez grazie all'inseguimento del nemico. Fu insignito dell'Ordine del Bagno e ricevette i ringraziamenti del parlamento. Nella battaglia di Waterloo comandò la 1ª brigata di cavalleria, e si distinse per la resistenza al fuoco nemico e per la carica portata ai corazzieri di Milhaud.
Il generale fu particolarmente citato nei dispacci di Wellington, e ricevette di nuovo i ringraziamenti del parlamento nonché l'Army Gold Cross con un fermaglio per quanto fatto a Talavera, Salamanca, Vitoria, Orthez e Tolosa. Ricevette anche l'Ordine militare di Maria Teresa ed altri ordini stranieri.
Morì nel 1842.
Il monumento a Lord Somerset si trova sulle colline di Cotswold a Hawkesbury (Gloucestershire), vicino alla casa natale di Badminton. Fu eretto nel 1846.

## Famiglia
Il 17 ottobre 1805 sposò Lady Louisa Augusta Courtenay (1781 - 8 febbraio 1825), giovane figlia di William Courtenay, VIII conte di Devon, dalla quale ebbe tre maschi e tre femmine:
- Robert Henry Somerset (1806–1807)
- Lt-Gen. Edward Arthur Somerset (1817–1886) sposò Agatha Miles (1827 - 1912), figlia di William Miles, dalla quale ebbe un figlio (che morì senza sposarsi) ed otto figlie.[2]
- Augustus Charles Stapleton Somerset (1821–1854) che morì senza sposarsi.[3]
- Louisa Isabella Somerset (1807–1888) che morì senza sposarsi.[3]
- Frances Caroline Somerset (1808–1890) che sposò nel 1840 Theophilus Clive (m. 1875),[3] e dal quale ebbe un figlio con discendenti
- Blanche Somerset (1811–1879) che sposò nel 1845 il reverendo Charles Courtenay Locke (m. 1848) senza figli,[2]
- Matilda Elizabeth Somerset (1815-3 aprile 1905[4]) che sposò nel 1842 Horace Marryat (1818-1887),[5] a cui diede due figli; Adrian Somerset Marryat (n. 1844) e Frederick Marryat (n. 1851), ed una figlia Ida Horatia Charlotte Marryat (1843–1910) che sposò il 19 settembre 1863 il conte Gustavus Frederick Bonde (1842–1909), nobile svedese a cui diede due[6] o tre[2] figli ed una figlia.
- Georgina Emily Somerset (1819-?) che sposò nel 1852 Robert Neville Lawley (m. 1891) al quale non diede figli

## Ascendenza
|                                       |                                    |                          | Genitori                                   |  |  | Nonni |  |  | Bisnonni                            |  |  | Trisnonni                               |  |
|                                       |                                    |                          |                                            |  |  |       |  |  | Henry Somerset, II duca di Beaufort |  |  | Charles Somerset, marchese di Worcester |  |
|                                       |                                    |                          |                                            |  |  |       |  |  | Henry Somerset, II duca di Beaufort |  |  | Charles Somerset, marchese di Worcester |  |
|                                       |                                    | Rebecca Child            |                                            |  |  |       |  |  | Henry Somerset, II duca di Beaufort |  |  |                                         |  |
| Charles Somerset, IV duca di Beaufort |                                    |                          |                                            |  |  |       |  |  | Henry Somerset, II duca di Beaufort |  |  |                                         |  |
|                                       |                                    | Rachel Noel              | Wriothesley Noel, II conte di Gainsborough |  |  |       |  |  |                                     |  |  |                                         |  |
|                                       |                                    | Rachel Noel              | Wriothesley Noel, II conte di Gainsborough |  |  |       |  |  |                                     |  |  |                                         |  |
|                                       |                                    | Rachel Noel              | Catherine Greville                         |  |  |       |  |  |                                     |  |  |                                         |  |
| Henry Somerset, V duca di Beaufort    |                                    | Rachel Noel              |                                            |  |  |       |  |  |                                     |  |  |                                         |  |
|                                       |                                    | John Berkeley            | Richard Berkeley                           |  |  |       |  |  |                                     |  |  |                                         |  |
|                                       |                                    | John Berkeley            | Richard Berkeley                           |  |  |       |  |  |                                     |  |  |                                         |  |
|                                       |                                    | John Berkeley            | Elizabeth Symes                            |  |  |       |  |  |                                     |  |  |                                         |  |
| Elizabeth Berkeley                    |                                    | John Berkeley            |                                            |  |  |       |  |  |                                     |  |  |                                         |  |
|                                       |                                    | Elizabeth Norborne       | Walter Norborne                            |  |  |       |  |  |                                     |  |  |                                         |  |
|                                       |                                    | Elizabeth Norborne       | Walter Norborne                            |  |  |       |  |  |                                     |  |  |                                         |  |
|                                       |                                    | Elizabeth Norborne       | Frances Bacon                              |  |  |       |  |  |                                     |  |  |                                         |  |
| Edward Somerset                       |                                    | Elizabeth Norborne       |                                            |  |  |       |  |  |                                     |  |  |                                         |  |
|                                       | Hugh Boscawen, I visconte Falmouth | Edward Boscawen          |                                            |  |  |       |  |  |                                     |  |  |                                         |  |
|                                       | Hugh Boscawen, I visconte Falmouth | Edward Boscawen          |                                            |  |  |       |  |  |                                     |  |  |                                         |  |
|                                       | Hugh Boscawen, I visconte Falmouth | Jael Godolphin           |                                            |  |  |       |  |  |                                     |  |  |                                         |  |
| Edward Boscawen                       | Hugh Boscawen, I visconte Falmouth |                          |                                            |  |  |       |  |  |                                     |  |  |                                         |  |
|                                       |                                    | Charlotte Godfrey        | Charles Godfrey                            |  |  |       |  |  |                                     |  |  |                                         |  |
|                                       |                                    | Charlotte Godfrey        | Charles Godfrey                            |  |  |       |  |  |                                     |  |  |                                         |  |
|                                       |                                    | Charlotte Godfrey        | Arabella Churchill                         |  |  |       |  |  |                                     |  |  |                                         |  |
| Elizabeth Boscawen                    |                                    | Charlotte Godfrey        |                                            |  |  |       |  |  |                                     |  |  |                                         |  |
|                                       |                                    | William Evelyn-Glanville | George Evelyn                              |  |  |       |  |  |                                     |  |  |                                         |  |
|                                       |                                    | William Evelyn-Glanville | George Evelyn                              |  |  |       |  |  |                                     |  |  |                                         |  |
|                                       |                                    | William Evelyn-Glanville | Frances Broomhall                          |  |  |       |  |  |                                     |  |  |                                         |  |
| Frances Glanville                     |                                    | William Evelyn-Glanville |                                            |  |  |       |  |  |                                     |  |  |                                         |  |
|                                       |                                    | Frances Glanville        | William Glanville                          |  |  |       |  |  |                                     |  |  |                                         |  |
|                                       |                                    | Frances Glanville        | William Glanville                          |  |  |       |  |  |                                     |  |  |                                         |  |
|                                       |                                    | Frances Glanville        | Frances Hales                              |  |  |       |  |  |                                     |  |  |                                         |  |
|                                       |                                    | Frances Glanville        |                                            |  |  |       |  |  |                                     |  |  |                                         |  |